# شنکلبرگ
شنکلبرگ (به آلمانی: Schenkelberg) یک شهر در آلمان است که در وستروالدکرایس واقع شده‌است. شنکلبرگ ۶۶۸ نفر جمعیت دارد.